# تشارلز أبيل بافوم
تشارلز أبيل بافوم هو سياسي أمريكي، ولد في 30 يناير 1870 في لا فايت في الولايات المتحدة، وتوفي في 1 أكتوبر 1936.